# Плебейски сецесии
Плебейските сецесии (на латински: Secessio plebis, в превод Отделяне на плебса) мирен начин на борба на плебеите в римските съсловни борби против патрициите през V - III век пр.н.е. Сецесиите представляват напускане на града, което води до спиране на икономическия живот в Рим. Така плебеите успявад да постигнат своите политически и икономически изисквания.
Първата сецесия се състои през 494 пр.н.е. Плебеите тогава напускат Рим и се настаняват на Свещената планина. В Рим настъпва глад. Плебеите успяват чрез протестта си да въведат службата народен трибун. Според Тит Ливий (a.u.c., II, Kap. 32-33) Сенатът изпраща консулът Агрипа Менений Ланат да накара плебеите да се върнат отново в града. Той има успех и голяма част от исканията им се изпълняват чрез закона Lex Sacrata.
Втората плебейска сецесия, този път на Авентин, се провежда през 450 или 449 пр.н.е. и има за успех приемането на Законите на дванадесетте таблици.
С третата плебейска сецесия на Яникулум 287 пр.н.е. диктаторът Квинт Хортензий успява чрез Lex Hortensia да постигне признаването на решенията (plebis scitum) на Народното събрание на плебеите като закони и пълното равноправие на плебеите.
По време на грабежите на Рим от галите с Брен през 387 пр.н.е. изчезват всички записки. Изследователите наричат тези протести генерална стачка на долните съсловия.